# Ліциній Валеріан Молодший
Ліциній Валеріан (лат. Licinius Valerianus), після 218 — 268) — політичний діяч часів Римської імперії, консул 265 року.

## Біографія
Походив зі впливового роду Ліциніїв. Молодший син імператора Валер'яна та його другої дружини, Корнелії Галлонії. Точна дата його народження невідома, проте найбільш ймовірно це сталося після 218 року. Після того, як Валер'ян Старший став імператором у 253 році, Валер'ян Молодший обійняв посаду почесного консула.
Підтримав свого старшого брата, теж імператора, Галлієна після поразки від персів та полону Валер'яна. Під час походів Галлієна проти узурпаторів забезпечував владу родини в Італії та Римі.
У 268 році був призначений консулом, разом з Луціллом. Втім того ж року Галлієн загинув внаслідок змови. Отримавши про це звістку, римський Сенат ухвалив рішення стосовно арешту та страти Валер'яна Молодшого, що й було здійснено.

## Родовід
- Валер'ян, римський імператор у 253—260 рр.
  -  Галлієн, римський імператор у 253—268 рр.
    -  Валер'ян II, цезар у 256—258 рр.
    -  Салонін, римський імператор у 260 р.
    -  Мариніан, консул 268 р.

  -  Валер'ян Молодший, римський політик